# 공자교회
공자교회(孔子敎會) 또는 공자교(孔子敎)는 대동학회의 후신으로 1909년 결성된 유교 계열의 친일단체이다.
대동학회는 친일성에 대한 비난 여론이 일어나고 박은식, 장지연 등이 반일 성향의 대동교를 결성하자 공자교회로 재편되었고, 대동교의 이용직을 영입해 회장으로 추대했다.
단체의 목표는 "유도의 진흥과 인도를 밝힌다"는 것이었으나 유교 친일화의 첨병이었다는 평가가 있다. 이토 히로부미가 25만원의 자금을 지원하였고, 신문 발간 경비는 현직 총리대신인 이완용과 농상공부대신 조중응이 보조하기로 했다.
유림 68인이 기초위원으로 선정되어 10월 9일 창립했다. 공자교에 참가한 사람으로는 정만조와 정병조 형제, 전우, 여규형, 김학진,  윤덕영, 이인직 등이 있다. 주요 활동은 유교 경전의 번역 추진과 이토 히로부미 장례식에 조문 대표 파견, 《대한매일신문》 매입 등이었다.

## 같이 보기
- 대동학회

## 참고자료
- “'反儒매국'의 공자교 - 이토가 뒷돈 대주며 親日전위부대로 이용”. 종교신문. 2004년 3월 18일. 2007년 9월 27일에 원본 문서에서 보존된 문서. 2008년 5월 29일에 확인함.
- 강명관 (1998). “일제초 구지식인의 문예활동과 그 친일적 성격”. 《창작과비평》 (62): 141~172.